# Svelmø
Store Svelmø und Lille Svelmø sind zwei kleine, seit 2005 unbewohnte dänische Inseln in der dänischen Südsee bei Faaborg. Store Svelmø ist 27 Hektar groß. Die Inseln gehören zur Kirchspielsgemeinde (dän.: Sogn) Åstrup Sogn, die bis zur dänischen Kommunalreform 1970 zur Harde Sallinge Herred im damaligen Svendborg Amt gehörte, danach zur damaligen Faaborg Kommune im damaligen Fyns Amt, die mit der Kommunalreform zum 1. Januar 2007 in der Faaborg-Midtfyn Kommune in der Region Syddanmark aufgegangen ist.
Siehe auch: Liste dänischer Inseln